# The The
The The is een Engelse newwave- en alternatieve-rockgroep die bestaat sinds 1979. De bezetting varieerde gedurende de jaren. De enige constante in de groep is de voorman en oprichter van de groep Matt Johnson.

## Geschiedenis
Na een onuitgebracht album kwam in 1981 het eerste album van de groep uit, toen nog onder de naam van Matt Johnson. In 1993 zou dit album, Burning Blue Soul, opnieuw worden uitgebracht, maar nu wel onder de naam The The. In 1983 brak The The wereldwijd door met hun tweede album, Soul Mining. De groep verkocht sindsdien miljoenen albums, en maakte nog 10 albums.
Het meest recente wapenfeit is de single We Can't Stop What's Coming die verscheen als beperkte oplage in het kader van de Britse Record Store Day op 22 april 2017.
In 2017 kwam er een documentaire, gemaakt door Johanna St Michaels, uit onder de titel The Inertia Variations over de groep.
Op 1 juni 2018 heeft de band voor het eerst in 16 jaar opnieuw opgetreden. Een eerste optreden was in Denemarken, gevolgd door 3 optredens in London.
In 2024 kwam The The met een nieuw album ‘Ensoulment’. In dat zelfde jaar tourde de band met The Ensoulment World tour de wereld rond. Met als hoogtepunt het optreden in Manchester.
De bekendste hit van de groep is de heruitgave van Uncertain Smile uit 1983, afkomstig van Soul Mining. Het nummer wordt vooral geroemd vanwege de pianosolo van Jools Holland. De single werd in Nederland begin 1984 veel gedraaid op Hilversum 3 en werd een radiohit. De single bereikte de 31e positie in de destijds drie hitlijsten op de nationale popzender; de Nederlandse Top 40, Nationale Hitparade en de TROS Top 50. In de Europese hitlijst op Hilversum 3, de TROS Europarade, werd géén notering behaald.
In België behaalde de single géén notering in beide Vlaamse hitlijsten.

## Bezetting

### Officiële leden
Tussen 1983 en 1988 en vanaf 2002 bestond en bestaat The The alleen uit Johnson, omdat de andere leden de groep hadden en hebben verlaten.
- Matt Johnson – zang, gitaar, keyboard, basgitaar, harmonica
- Keith Laws – keyboard (1979–1982)
- Tom Johnston – gitaar (1979–1980)
- Triash (alias Peter Ashworth) – drums, percussie (1980)
- Johnny Marr – gitaar en harmonica (1988–1994)
- James Eller – basgitaar (1988–1994)
- David Palmer – drums (1988–1994)
- D.C. Collard – keyboard (1990–1997)
- Eric Schermerhorn – gitaar (1995–2002)
- Gail Ann Dorsey – bas (1994–1996)
- Brian MacLeod – drums (1994–1997)
- Jim Fitting – harmonica (1993–1995)
- Spencer Campbell – bas (1999–2002)
- Earl Harvin – drums (1999–2002)

### Gasten
Mensen die een belangrijke bijdrage hebben geleverd aan platen en/of nummers van The The zijn:
- J. G. Thirlwell – tapes, samples, percussie (1983–heden)
- Jools Holland – piano (1983)
- Steve Hogarth – piano (1986)
- Thomas Leer – keyboard (1983)
- Sinéad O'Connor – zang (1989)
- Neneh Cherry – zang (1986)
- Anna Domino – zang (1986)
- Keith Joyner – gitaar en zang
- Zeke Manyika – drums

## Discografie
- See Without Being Seen (1978–9) (op cassette)
- Spirits (1979) (nooit uitgebracht)
- Burning Blue Soul (1981) (opnieuw uitgebracht in 1983, opnieuw uitgebracht in 1993 als The The)
- The Pornography of Despair (1982) (nooit uitgebracht)
- Soul Mining (1983)
- Infected (1986)
- Mind Bomb (1989)
- Dusk (1993)
- Solitude (1993)
- Hanky Panky (1995)
- Gun Sluts (1997) (nooit uitgebracht)
- NakedSelf (2000)
- 45 RPM: The Singles of The The (2002)
- Film Music (2002) (promotiemateriaal)
- London Town Box Set (2002) (verzamelbox)
- Tony (2010) (Soundtrack van de gelijknamige film)
- Moonbug (2012) (Soundtrack van de gelijknamige film)
- Hyena (2015) (Soundtrack van de gelijknamige film)
- Ensoulment (2024)

### NPO Radio 2 Top 2000
| Nummer met noteringen in de NPO Radio 2 Top 2000 | '00 | '01-'04 | '05 | '06 | '07 | '08  | '09 | '10  | '11 | '12  | '13 | '14 | '15 | '16 | '17 | '18  | '19  | '20  | '21  | '22  | '23  | '24  |
| ------------------------------------------------ | --- | ------- | --- | --- | --- | ---- | --- | ---- | --- | ---- | --- | --- | --- | --- | --- | ---- | ---- | ---- | ---- | ---- | ---- | ---- |
| Uncertain Smile                                  | 396 | -       | 742 | 814 | 752 | 1104 | 953 | 1046 | 945 | 1160 | 913 | 874 | 852 | 947 | 974 | 1427 | 1394 | 1551 | 1461 | 1370 | 1508 | 1362 |

1. ↑  Een '-' betekent dat het nummer niet was genoteerd en een vetgedrukt getal geeft de hoogste notering aan.
2. ↑  2000 was het eerste jaar met een notering voor dit nummer.